# Silvio Martinello
Silvio Martinello (Padua, 19 januari 1963) is een voormalig Italiaans wielrenner.

## Belangrijkste overwinningen
1983
Ronde van Belvedere
1991
18e etappe Ronde van Italië
Milaan-Vignola
4e etappe Tirreno-Adriatico
1992
3e etappe Driedaagse van De Panne
1995
Wereldkampioen Ploegkoers (baan), Elite
Wereldkampioen Puntenkoers (baan), Elite
1996
1e etappe Ronde van Italië
Wereldkampioen Ploegkoers (baan), Elite
Olympisch kampioen Puntenkoers (baan), Elite
1997
Wereldkampioen Puntenkoers (baan), Elite
1999
2e etappe Ronde van Zwitserland

## Resultaten in voornaamste wedstrijden
| Jaar | Ronde van Italië | Ronde van Frankrijk | Ronde van Spanje |
| ---- | ---------------- | ------------------- | ---------------- |
| 1986 |                  |                     |                  |
| 1987 |                  |                     | opgave           |
| 1988 | 107e             |                     |                  |
| 1989 | 108e             |                     |                  |
| 1990 | 149e             |                     | opgave (1)       |
| 1991 | 101e (1)         |                     |                  |
| 1992 | 99e              |                     | 127e             |
| 1993 |                  |                     |                  |
| 1994 | opgave           | 94e                 |                  |
| 1995 | 92e              | opgave              |                  |
| 1996 | opgave (1)       |                     |                  |
| 1997 |                  |                     |                  |
| 1998 | buiten tijd      | opgave              |                  |
| 1999 |                  | 114e                |                  |
| 2000 | 105e             |                     |                  |

| Jaar | Milaan-San Remo | Gent-Wevelgem | Ronde van Vlaanderen | Parijs-Tours | E3 Harelbeke |
| ---- | --------------- | ------------- | -------------------- | ------------ | ------------ |
| 1986 | 25e             |               |                      |              |              |
| 1987 |                 |               |                      |              |              |
| 1988 | 51e             |               |                      |              |              |
| 1989 | 41e             |               |                      |              |              |
| 1990 |                 |               |                      |              |              |
| 1991 | 18e             |               |                      |              |              |
| 1992 | 128e            | 51e           | 61e                  | 32e          |              |
| 1993 | 36e             |               |                      | 28e          |              |
| 1994 | 51e             | 77e           | 36e                  | 68e          | ↑            |
| 1995 |                 |               |                      |              |              |
| 1996 |                 | 10e           | 105e                 |              |              |
| 1997 | 95e             | 56e           |                      | 15e          |              |
| 1998 | 114e            |               |                      | 31e          |              |
| 1999 |                 |               |                      |              |              |
| 2000 |                 |               |                      |              |              |

1900: Enrico Brusoni ·
1984: Roger Ilegems
1988: Dan Frost ·
1992: Giovanni Lombardi ·
1996: Silvio Martinello ·
2000: Juan Llaneras ·
2004: Michail Ignatjev ·
2008: Juan Llaneras
Wielerploegen van Silvio Martinello
Bergamo ·
Botarelli ·
Brandini ·
Cattai ·
Cecini · 
Colagè ·
Galleschi ·
Giuliani ·
Leali ·
Leoni ·
Martinello ·
Pagnoncelli (tot 31/05) · 
Pastorelli ·
Rossi ·
Rossignoli ·
Visentini
Bartoli ·
Bernardi ·
Biasci ·
Bordonali ·  
Bottaro ·
Canzonieri · 
F. Casagrande ·
S. Casagrande ·
Cecchetto · 
Cesaretti ·
Emonds ·
Galleschi ·
Gasperi ·
Giancecchi ·
Giupponi ·  
Guidi ·
Iannicello ·
Imola ·
Leali · 
Martinello ·
Mini ·
Pastorelli ·
Pelliconi ·
Petito ·
Piccoli ·  
Pierdomenico ·
Rosti ·
Santi ·
Stefanelli ·
Tomassini ·
Vandelli ·
Venerucci ·
Zafferani ·  
Zaina ·
Zonzini ·
Donati (stagiair) ·
Fornaciari (stagiair) ·
Politano (stagiair)
Baffi ·
Bartoli ·
Bernardi ·
Biasci ·
Bordonali ·  
Canzonieri · 
Casagrande ·
Donati ·
Fornaciari ·
Gasperi ·
Giancecchi ·
Giupponi ·  
Guidi ·
Imola ·
Lanfranchi ·
Leali · 
Lecchi ·
Martinello ·
Mini ·
Pelliconi ·
G. Petito ·
R. Petito ·
Piccoli ·  
Pierdomenico ·
Politano ·
Rosti ·
Santi ·
Stefanelli ·
Tomassini ·
van der Poel ·
Venerucci ·
Zafferani ·  
Zaina ·
Zonzini
Baffi ·
Barducci ·
Bartoli ·
Bernardi ·
Biasci ·
Canzonieri · 
Casadei ·  
Casagrande ·
Chioccioli (tot 30/09) ·
Cipollini ·
Donati ·
Fagnini ·
Fina ·
Fornaciari ·
Gianfranco Frisoni ·
Guido Frisoni ·
Gasperi ·
Giancecchi ·
Guidi ·
Imola ·
Lanfranchi ·
Lelli · 
Martinello ·
Moroncelli ·
G. Petito ·
R. Petito ·
Piccoli ·  
Pierdomenico ·
Poli ·
Politano ·
Santi ·
A. Stefanelli ·
P. Stefanelli ·
Talen ·
Tomassini ·
Venerucci ·
Zafferani ·
Tomi (stagiair)
Barducci ·
Bartoli ·
Bernardi ·
Biasci ·
Borghi ·
Calcaterra ·
Canzonieri · 
Casadei ·  
Casagrande ·
Cipollini ·
Donati ·
Fagnini ·
Fina ·
Fornaciari ·
Gianfranco Frisoni ·
Guido Frisoni (tot 30/04) ·
Gasperi ·
Giancecchi ·
Guidi (tot 30/04) ·
Lelli · 
Martinello ·
Moroncelli ·
G. Petito ·  
R. Petito ·
Poli ·
Politano ·
Santi ·
A. Stefanelli ·
P. Stefanelli ·
Talen ·
Tomassini (tot 30/04) ·
Venerucci ·
Zafferani ·
Frigo (stagiair) ·
Mori (stagiair) ·
Mazzoleni (stagiair)
Bellutti · Biasci · Borghi · Buschor · Calcaterra · Canzonieri · Casagrande · Cassani · Cipollini · Di Basco · Donati · Fagnini · Fornaciari · Frigo · Furlan · Lelli · Martinello · Mazzoleni · Moos · Mori · Pascual · Petito · Poli · Politano · Rodríguez · Runkel · Salmerón · Sánchez · Scirea · Beggi (stagiair) · Commesso (stagiair)
Buschor · Calcaterra · Canzonieri · Casagrande · Cipollini · Di Basco · Donati · Fagnini · Faverio · Fidanza · Fornaciari · Frigo · Furlan · Gotti · Lelli · Martinello · Mazzoleni · Moos · Mori · Petito · Rich · Rodríguez · Salmerón · Sánchez · Scirea
Atienza ·
Brasi ·
Cassani ·
Celestino ·
C. Colleoni ·
Crepaldi · 
Gualdi · 
Guerini ·
F. Guidi ·
L. Guidi ·
Jaksche · 
Leblanc ·
Martinello ·
Merckx ·
Rebellin ·
Rokia ·
Sacchi ·
Salvato ·
Valoti ·
M. Colleoni (stagiair) ·
Lunghi (stagiair) ·
Pinotti (stagiair) ·
Zinetti (stagiair) 
Atienza ·
Brasi ·
Cassani ·
Cattai ·
Celestino ·
C. Colleoni ·
Crepaldi · 
Gotti ·
Goubert ·
F. Guidi ·
L. Guidi ·
Lunghi ·
Martinello ·
Nencini ·
Pelliccioli · 
Rebellin ·
Sacchi ·
Salvato ·
Valoti ·
Virenque ·
Zanette ·
Zinetti ·
Zucchi ·
M. Colleoni (stagiair) ·
Cortinovis (stagiair) ·
Sammassimo (stagiair) 
Blijlevens ·
Brasi ·
Cassani ·
Celestino ·
Clavero ·
Colleoni ·
Crepaldi · 
Gotti ·
Goubert ·
Hervé (tot 30/11) ·
Martinello ·
Mateos ·
Mazzoleni ·
Pelliccioli · 
Sacchi ·
Uría ·
Virenque ·
Voskamp ·
Bonomi (stagiair) ·
Carrara (stagiair) ·
Gasparre (stagiair) 